# Азікеєво (Бєлорєцький район)
Азіке́єво (рос. Азикеево, башк. Әзекәй) — село у складі Бєлорєцького району Башкортостану, Росія. Адміністративний центр Азікеєвської сільської ради.
Населення — 399 осіб (2010; 359 в 2002).
Національний склад:
- башкири — 96%